# Sant Martí de Tost
Sant Martí de Tost és una obra del municipi de Ribera d'Urgellet (Alt Urgell) protegida com a bé cultural d'interès local.

## Descripció
L'església de Sant Martí de Tost es troba en l'antic poble, avui despoblat, i prop de les ruïnes del castell. És bàsicament un edifici gòtic i posterior que conserva alguns elements d'època romànica. Resta el parament de l'angle sud-oest amb vestigis de dues porta, un òcul i tres finestres de doble esqueixada. Les dovelles de la porta presenten un tret característic de l'arquitectura del segle xi, alternen gres vermell i pedra calcària blanca amb intenció decorativa.
El baldaquí del segle xiii provinent d'aquesta església està dividit entre el Museu Episcopal de Vic i el Museu Nacional d'Art de Catalunya.

## Història
El Bisbe Eribau d'Urgell consagrà, el 1040, l'església parroquial de Sant Martí, magníficament dotada de béns i relíquies ofertes per l'Abat Oliba de Ripoll. A aquests tresors s'han d'afegir un escrit autògraf i una arqueta en forma de creu que es conserva, des del 1924 al Museu Episcopal de Vic. A aquest museu es guarda també una part del baldaquí de l'altar dels segles XII-XIII. L'altra és al Museu Nacional d'Art de Catalunya.